# Social status
Social status är inom sociologin ett begrepp som beskriver hur individer och grupper rankas i ett samhälle baserat på egenskaper, handlingar eller resurser. Social status bland människor kan bland annat baseras på yrke, egendom, inkomst, utbildning, levnadsförhållanden och tillgången till materiella och kulturella resurser. En individs status och färdigheter är inte permanent utan kan variera både över tid och plats. Social status har beskrivits som en av de viktigaste incitamenten och drivkrafterna gällande socialt beteende.
Inom sociologin som forskningsämne är begreppet status tätt förknippat med makt. Studier av social status har gjorts av bland andra Max Weber, Michel Foucault och Pierre Bourdieu. Weber argumenterade på 1920-talet för att status är det som ger en person tillgång till negativa och positiva privilegier, särskilt baserat på individens ekonomiska makt.
Man skiljer mellan tillskriven status, som den som Carl XVI Gustaf erhöll när han besteg tronen därför att han var den äldste sonen till föregående regents äldste son, och förvärvad status som till exempel Barack Obama fick när han valdes till USA:s president. Med varje status följer en roll, och den sociala kontrollen i samhället och/eller gruppen förväntar sig att människor uppför sig i enlighet med denna.